# Psathyrella aquatica
Psathyrelle aquatique
Espèce
Psathyrella aquatica, la Psathyrelle aquatique, est une espèce rare de champignons basidiomycètes non comestibles des forêts de montagnes de l'Oregon. Classée comme espèce nouvelle en 2010 après avoir été découverte dans l'Orégon en 2005 dans le genre Psathyrella dans la famille des Psathyrellaceae, cette espèce est le premier champignon connu où les lames de l'hyménium du sporophore se développent sous l'eau. Les spores observées ressemblent à des radeaux cunéiformes libérés dans des poches de gaz sous le chapeau.

## Habitat

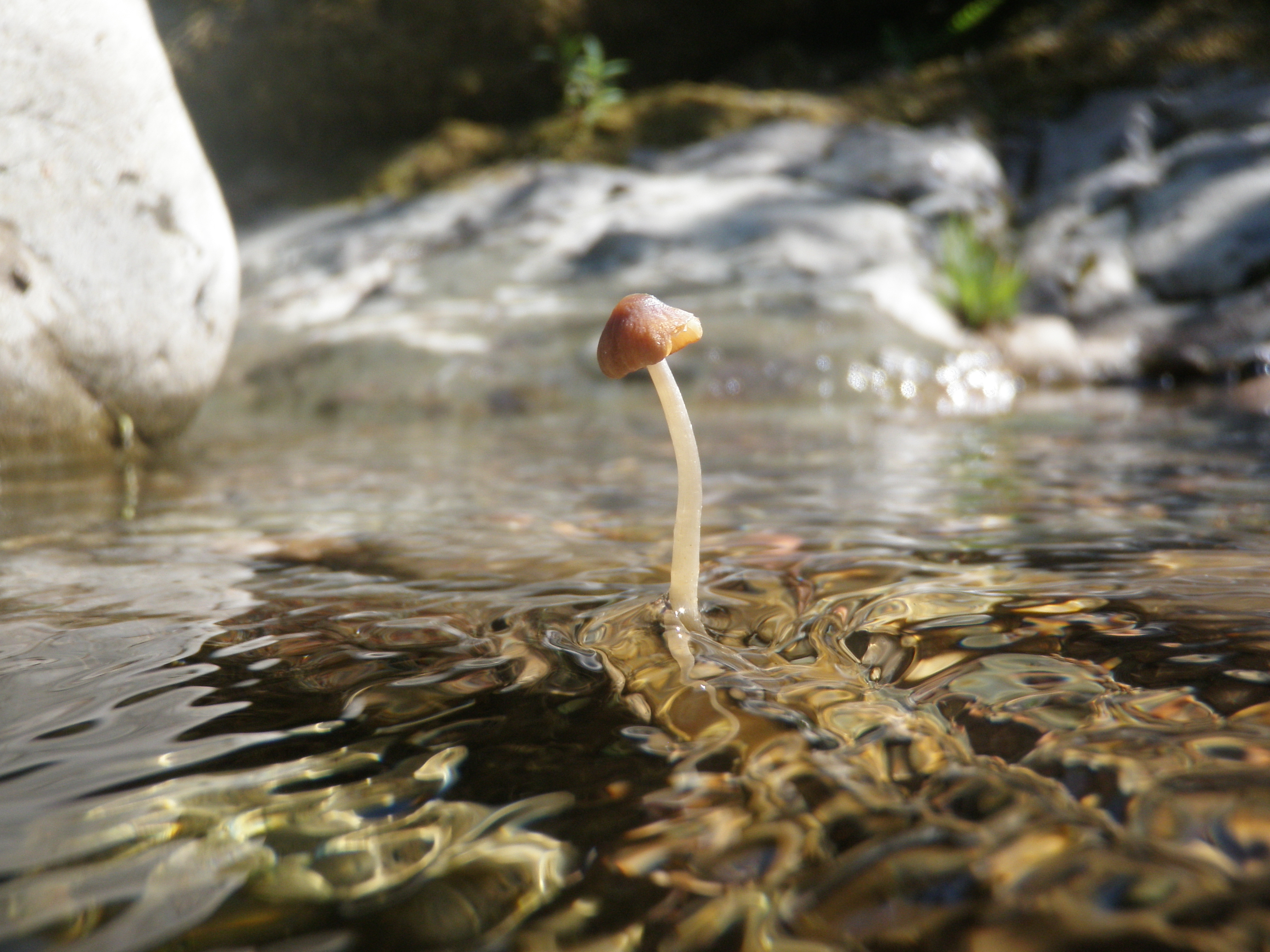
Psathyrella aquatica ou une espèce très proche (Orégon, USA)

Psathyrella aquatica a été trouvé dans la Rogue River dans l'État américain de l'Oregon. Le pied et le sporophore semblent être assez souples et solides pour résister aux courants du fleuve malgré un débit rapide.
Alors que les Psathyrella sont habituellement supposés être des champignons coprophiles, celui-ci semble croître sur le bois mort immergé (selon des observations faites in situ et des cultures expérimentales in vitro.

## Reproduction
Cette espèce a du développer des adaptations lui permettant de diffuser ses spores, même en condition d'immersion parfois totale durant tout son cycle de développement, adaptations étudiées in vitro (notamment pour observer les caractères morphologiques et fonctionnels du sporocarpe de cette espèce tout au long de son développement dans les écosystèmes terrestres et/ou subaquatiques), et in situ par les mycologues.
On a ainsi pu récemment (2014) montrer que l'espèce peut aussi en laboratoire (à partir d'une culture de mycélium  sur des substrats ligneux) former des fructification (sporocarpes) dans des conditions aériennes. Des sporocarpes matures de P. aquatica (formés sur des substrats ligneux) ont aussi été expérimentalement et in vitro introduits dans des récipients soumis à une immersion et un refroidissement temporaire. Ces expériences montrent que la fructification dans des conditions essentiellement terrestres pourrait peut-être aussi exister dans la nature, néanmoins ceci reste une hypothèse, car à ce jour, seules des fructification subaquatiques ont été observées chez ce champignon considéré comme rare.

## Systématique
Le nom correct complet (avec auteur) de ce taxon est Psathyrella aquatica J.L. Frank, Coffan & D. Southw., 2010,.
Robert A. Coffan (d) l'a découvert en 2005, et ses collègues Darlene H. Southworth (d) et Jonathan L. Frank (d) du département de biologie à l'Université du Sud-Oregon ont confirmé que ce champignon est une découverte unique.
Il appartient à un genre (Psathyrella) caractérisé par une polyphylie élevée,.

## Publication originale
- (en) Jonathan L. Frank, Robert A. Coffan et Darlene Southworth, « Aquatic gilled mushrooms: Psathyrella fruiting in the Rogue River in southern Oregon », Mycologia, Mycological Society of America (d), NYBG et Taylor & Francis, vol. 102, no 1,‎ 2010, p. 93-107 (ISSN 0027-5514 et 1557-2536, OCLC 1640733, PMID 20120233, DOI 10.3852/07-190, JSTOR 20619273, lire en ligne).

### Vidéographie
- Amelia Templeton (2011) Searching in Streams For Oregon's Aquatic Mushroom, OPB, 05 oct 2011